# Gary Bartz
Gary Bartz (26. september 1940 i Baltimore Maryland) er en amerikansk altsaxofonist, sopransaxofonist og klarinetist.
Bartz har spillet med McCoy Tyner, Miles Davis, Charles Mingus, Max Roach, Woody Shaw, Alphonse Mouzon, Jackie McLean, Donald Byrd, Grachan Moncur, Gene Ammons etc. 
Han har indspillet stilistisk fra hardbop til avantgarde jazz, og har også spillet soul, funk og afrikansk musik med egne grupper.